# Barranco de Algendar

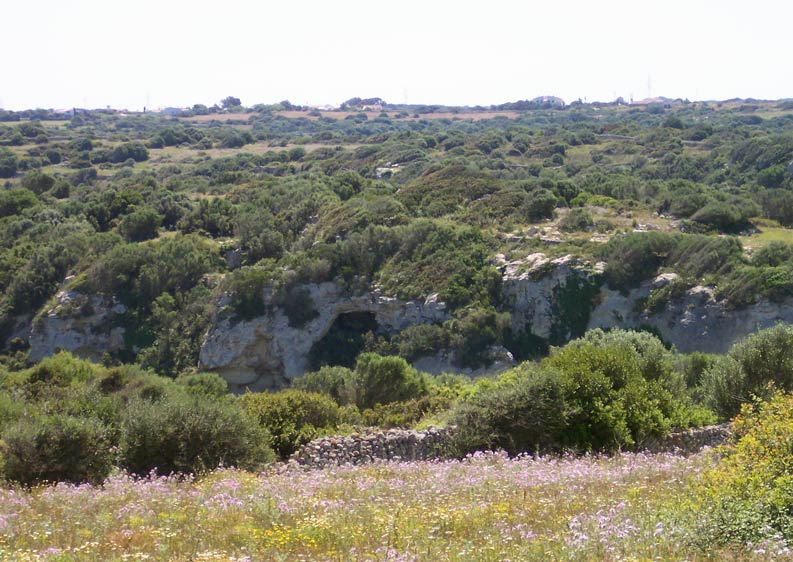
Barranco de Algendar

El barranco de Algendar o Aljandar (en catalán, barranc d'Algendar o d'Aljandar) es el accidente geográfico más importante del altiplano mioceno del sur de Menorca, en España.
Situado a diez kilómetros de la desembocadura del río de la cala Galdana, constituye de forma natural el límite entre los términos municipales de Ferrerías y Ciudadela. Su territorio es una reserva natural de gran valor ecológico, con algunos endemismos propios. Ha sido conreada desde hace mucho tiempo como una zona de hortales y contiene diversas cuevas naturales (cova des Càrritx, cova Vermella, etc.). Se sitúan numerosas leyendas de tradición oral.
La hondonada está atravesada por un riachuelo (el río de Aljandar) de agua fresca y cristalina, y recoge las aguas pluviales de las laderas colindantes. Contiene acantilados con una altura de ochenta metros. La tierra es muy fértil, y aún hoy en día se observan signos de la cultura agrónoma árabe, como por ejemplo aljibes y canalizaciones para regadío. En las cuevas se han hallado recientemente restos arqueológicos.

## Flora y fauna

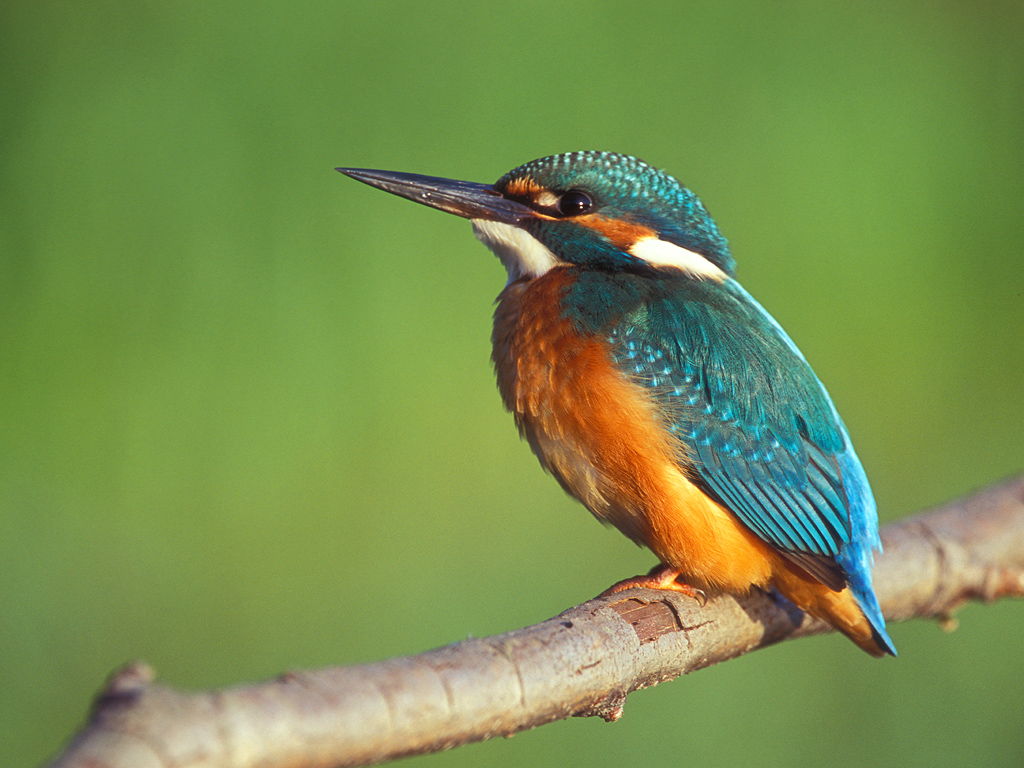
Alcedo atthis es uno de los pájaros que habitan este barranco.

Entre las especies vegetales que se encuentran en el barranco hay el pino blanco, el Juniperus, la encina, el Chamaerops humilis, Ampelodesmos mauritanica, Daphne gnidium, gavarrera, esparraguera (Asparagus albus y Asparagus stipularis), Clematis vitalba, ranunculus ficaria, vicia benghalensis, Chelidonium majus, matthiola incana, Hypericum perforatum, centaurium erythraea (especie endémica de Menorca), Symphytum tuberosum, Mentha aquatica (especie endémica de Menorca), Crepis triasii (especie endémica de Menorca y Mallorca), Ornithogalum narbonense, Leucojum aestivum, Ophrys lutea, Cymbalaria fragilis (especie endémica de Menorca) y la Thymus vulgaris. También hay hongos, entre los cuales se pueden destacar las setas (Lactarius deliciosus y Lactarius sanguifluus) y la Choroogomphus rutilus, los tres son comestibles y se encuentran en pinares.
Viven mamíferos también; como la marta y la Mustela nivalis; Bufo viridis, Testudo hermani y Emys orbicularis, además de un gran número de pájaros (Alcedo atthis, Milvus milvus, Loxia curvirostra, etc.) y de insectos (Cerambyx cerdo, Timarca balearica, libellula, etc.).

## Cultura popular
La literatura popular ha creado numerosas leyendas y mitos: Sa novia d'Algendar es sin lugar a dudas la más conocida. Narra las peripecias de una joven payesa que una noche de luna llena es secuestrada por un moro que se había enamorado de ella. La novia d'Aljandar es una conocida canción popular menorquina. La tradición popular rememora que en estos parajes existieron los jardines del almogávar de Santa Àgueda en tiempos de la dominación musulmana.